# Port Washington (New York)
Pour les articles homonymes, voir Port Washington.
Port Washington est une communauté non incorporée de l'État de New York situé sur Long Island, dans le comté de Nassau.
Sa population était de 15 846 habitants en 2010.

## Personnalités liées à Port Washington
- Nancy Overton, membre du groupe The Chordettes, est née à Port Washington le 6 février 1926.
- Marcel Freeman, tennisman américain, est né à Port Washington le 30 mars 1960.